# Halsartär

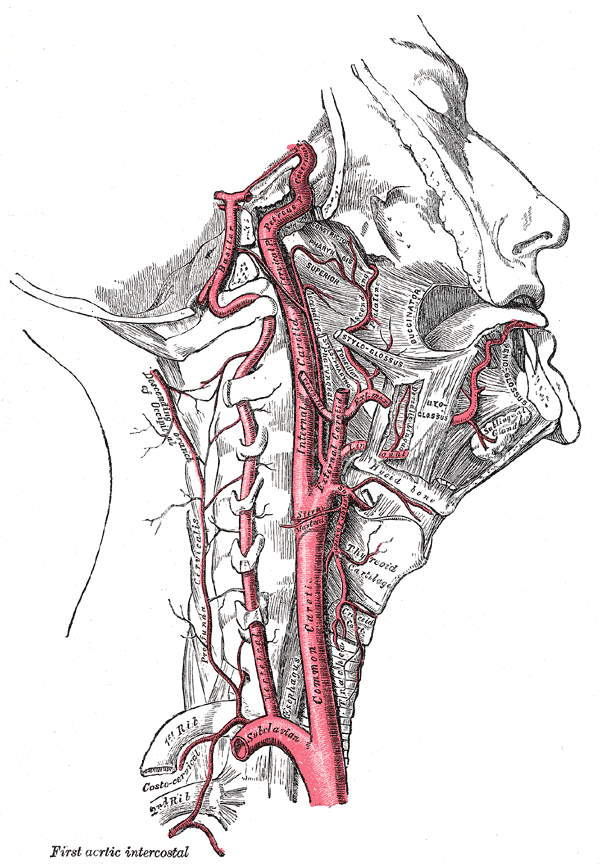
Artärer i halsen. Den högra halsartären – märkt Common caroti i figuren – delar upp sig i den högra inre halspulsådern och den yttre halspulsådern.

Halsartären (latin: arteria carotis communis; engelska: Common Carotid Artery, CCA) försörjer hjärnan, hals och ansikte med syresatt blod blod. Det finns två halsartärer, en på varje sida av halsen. I nivå med sköldbrosket delar var och en av dem sig i två grenar - en yttre (arteria carotis externa) - som försörjer hals och ansikte, och en inre (arteria carotis interna) - som försörjer hjärnan. Vanligen är internan posteriort (bakom) externan.
De båda artärerna finns på vänster och höger sida av kroppen. Artärerna har olika ursprung men följer symmetriska förlopp. Den högra halsartär har sitt ursprung i halsen från den brachiocefaliska stammen,  den vänstra kommer från aortabågen. 
Halsartären är ett extrakraniellt (itanför hjärnan liggande) kärl som har en trilaminär struktur: intima, media och adventitia) och fungerar som ett kapsitanskärl.
Medeldiametrarna för de halsartären hos är 6,5 mm vuxna män och 6,1 mm kvinnor.

## I bröstkorgen
Endast den vänstra halsartären finns i bröstkorgen. Dess ursprung är direkt från aortabågen passerar mediastinum till den vänstra sternoclavikulära leden.

## I halsen
De båda halsartärnas cervikala delarna av halsartärerna har ett liknande förlopp på halsen.
Varje kärl passerar snett uppåt, strax bakom sternoclavicular leden i nivån av den övre kanten av sköldkörtelbrosket, där det delar sig.
I nivå av den fjärde halskotan delar sig den halsartären i en inre halsartär (latin: arteria carotis interna) och en yttre halspulsåder (latin: arteria carotis externa). Den intre grenen försörjer hjärnan. Den yttre försörjer halsen och ansiktet.

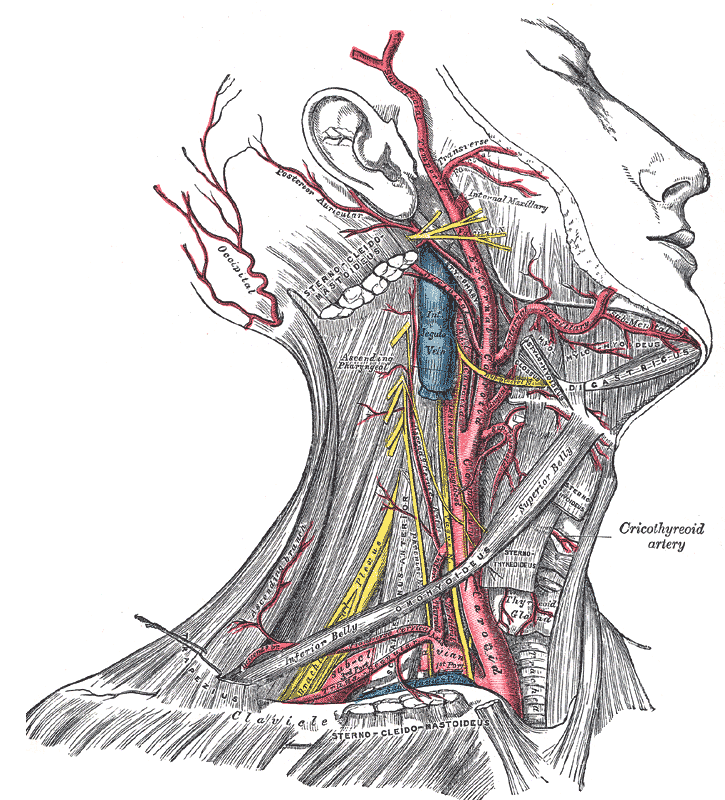
Ytlig dissektion av höger sida av halsen, visar halspulsådern och artärerna subclavia

## Klinisk signifikans
Halsartären kan användas för att mäta pulsen, speciellt hos patienter som är i chock och som saknar en  puls i de mer perifera artärerna i kroppen. Pulsen tas genom att palpera artären precis djupt till den främre kanten av sternocleidomastoidmuskeln i nivå med den övre kanten av sköldkörtelbrosket.
Närvaro av en halspuls har uppskattats indikera ett systoliskt blodtryck på mer än 40 mmHg.